# Tikvah Alper
Tikvah Alper (Wynberg, Sud-àfrica, 22 de gener de 1909 – Salisbury (Hampshire), Anglaterra, 2 de febrer de  1995) fou  física i radiobiòloga; va descobrir els mecanismes de transmissió de l'encefalopatia espongiforme. Es va fer famosa durant l'epidèmia de la «malaltia de les vaques boges», diagnosticada el 1986 a Gran Bretanya.
Atès que les dones casades no podien treballar a la universitat, van crear un laboratori a casa on van treballar junts. Els seus fills, Jonathan i Michael, van néixer el 1935 i 1936. També, a partir de 1937, va ser professora de sords, ja que el seu fill gran era sord profund i va aprofitar els seus coneixements de física per a investigar sobre l'articulació de la parla en la formació del sons per a infants sords, i el 1948 va esdevenir cap de la secció de Biofísica del Laboratori de Física Nacional sudafricà.
Malgrat la seva creixent fama científica, el 1951, Max Sterne i Ticva Alper es van veure obligats a sortir de Sud-àfrica, a causa de la seva oberta oposició a l'apartheid. Ticva va trobar un lloc de recerca (no remunerat) en els Laboratoris de Radiobiología MRC, a l'hospital Hammersmith de Londres, dirigits per Hal Gray, a qui havia conegut en visites anteriors. El seu treball es va centrar en la biologia cel·lular investigant la complexitat dels efectes de la radiació en diferents tipus de cèl·lules, i la seva interacció amb altres processos fisiològics i químics i a l'any 1960 va publicar una carta a Nature, juntament amb Mort Elkind i Neil Gillies, sobre estructures de virus.
Va ser directora de la Unitat de Radiobiologia a partir del 1962 fins a la seva jubilació el 1974. Amb les seves investigacions, va demostrar que l'agent infecciós en la malaltia contagiosa neurodegenerativa (que afecta ovelles i cabres) coneguda com a scrapie o tremolor, no conté àcid nucleic. Aquesta important troballa va permetre entendre millor els mecanismes de totes les formes d'encefalopaties espongiformes transmissibles (que també afecten persones). Va continuar la seva vida professional publicant el 1979 Radiobiologia cel·lular, i als 83 anys va pronunciar una conferència davant la Societat d'Investigació de Radiació a Dallas, i la seva influència en diverses generacions de radiobiòlegs a Gran Bretanya i arreu del món no va deixar d'augmentar. Va morir a Salisbury, Hampshire, el 1995.